# Бойкин, Уильям
Уильям Дж. Бойкин (англ. William G. Boykin) (род. в 1948 году) — американский военный деятель, генерал-лейтенант в отставке армии США. Бывший помощник заместителя министра обороны США по вопросам разведки и командующий силами специальных операций Армии США.
За время своей военной карьеры, он принимал личное участие почти во всех крупных американских военных операциях за последние четыре десятилетия.

## Образование
Уильям Бойкин имеет степень бакалавра в области английского языка Политехнического университета Виргинии (1971), и степень магистра университета Шиппенбурга в Пенсильвании. В его военное образование входит учёба в Штабном колледже вооружённых сил в Норфолке и Военном колледже армии США.

## Военная карьера
После окончания Политехнического института, Бойкину было присвоено звание второго лейтенанта. Проходил службу в составе 2-й бронетанковой дивизии, 101-й воздушно-штурмовой дивизии и 24-й пехотной (механизированной) дивизии, где занимал должность командира роты.
С 1978 по 1994 год, проходил службу в составе 1-го оперативного отряда Специального Назначения «Дельта».
В апреле 1980 года Бойкин принимал участие в неудавшейся операции «Орлиный коготь», по спасению заложников из посольства США в Тегеране.
В октябре 1983 года участвовал в операции «Вспышка ярости» по вторжению на Гренаду. Был ранен в руку. В декабре 1989 года участвовал в операции «Правое Дело» по вторжению в Панаму.
С 1990 по 1991 год, учился в Военном колледже армии США. С 1992 по 1994 год, командир 1-го оперативного отряда Специального Назначения «Дельта». В 1992 и в начале 1993 года, участвовал в охоте на колумбийского наркобарона Пабло Эскобара. В октябре 1993 года, принимал участие в сражении в Могадишо. В результате минометного обстрела был ранен повторно.
В 1994 - 1995 годах занимал пост начальника Отдела специальных операций в аппарате Объединенного комитета начальников штабов. Затем являлся заместителем директора Объединённого штаба координации разведывательной деятельности ЦРУ по специальным мероприятиям частей Армии США.
С июня 1997 по март 1998 года - заместитель директора по оперативным вопросам, готовности и мобилизации, Управления заместителя начальника штаба армии США по оперативным вопросам и планированию.
С апреля 1998 года по февраль 2000 года возглавлял Командование сил специального назначения Армии США, в Форт-Брэгг, Северная Каролина. В марте 2000 - июле 2003 года возглавлял Центр специальных способов ведения войны им. Дж. Ф. Кеннеди.
С июля 2003 года - помощник по разведке и обеспечению ведения боевых действий, Заместителя министра обороны США по вопросам разведки.
Уильям Бойкин ушёл в отставку 1 августа 2007 года, после более чем 36 лет военной службы.

## Деятельность после отставки
После ухода из вооружённых сил, генерал Бойкин занимается преподавательской деятельностью в Хэмпден-Сидней-колледже, а 16 июля 2012 года, он был назначен исполнительным вице-президентом Family Research Council.

## Награды и знаки отличия
- Медаль «За выдающиеся заслуги» (Армия США)
- Медаль «За отличную службу» с четырьмя бронзовыми дубовыми листьями
- Орден «Легион Почёта» с двумя бронзовыми дубовыми листьями
- Бронзовая звезда
- Медаль «Пурпурное сердце с бронзовым дубовым листом
- Медаль Министерства обороны «За похвальную службу» с бронзовым дубовым листом
- Воздушная медаль
- Благодарственная медаль за службу в объединённых органах ВС
- Похвальная медаль армии с бронзовым дубовым листом
- Медаль за службу национальной обороне с тремя звёздами за службу
- Экспедиционная медаль вооружённых сил с литерой «Наконечник стрелы» и двумя бронзовыми звёздами за участие в кампании
- Медаль «За службу во Вьетнаме» со звездой за службу
- Медаль за службу в войне с глобальным терроризмом
- Медаль «За службу по защите Кореи»
- Медаль за службу в Вооружённых силах
- Медаль за гуманитарную помощь
- Лента армейской службы
- Крест «За особые заслуги в службе» (Канада)
- Награда за выдающееся единство части
- Награда воинской части за доблесть
- Знак боевого пехотинца
- Знак мастера-парашютиста
- Знак военного парашютиста затяжных прыжков
- Знак парашютиста Германии в бронзе
- Идентификационный нагрудный знак Службы министра обороны
- Идентификационный нагрудный знак офицера Объединенного Комитета Начальников Штабов ВС США
- Нарукавная нашивка рейнджера
- Нарукавная нашивка Сил специальных операций Армии США